# 뱌체슬라프 주도프

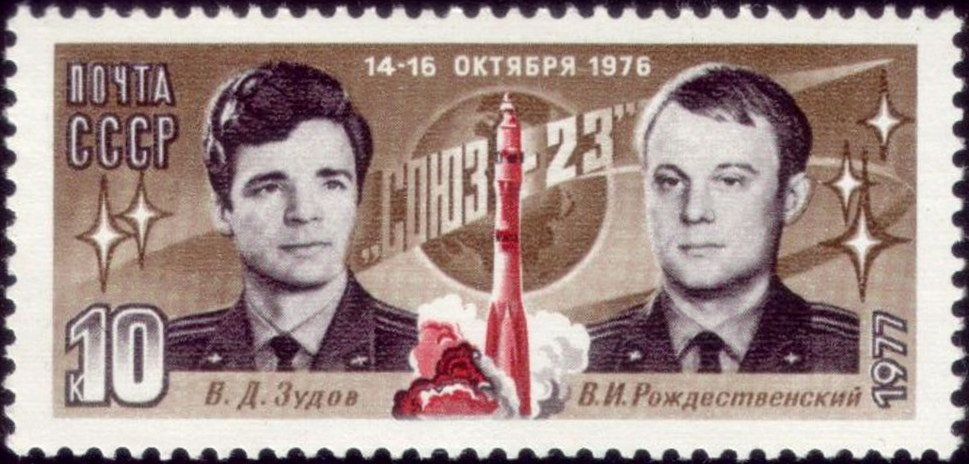

뱌체슬라프 주도프(본명: 뱌체슬라프 드미트리예비치 주도프, 러시아어: Вячесла́в Дми́триевич Зу́дов, 1942년 1월 8일 ~ 2024년 6월 12일)는 소련의 우주비행사이다.

## 생애
주도프는 1965년 10월 23일에 우주 비행사로 선발되었고, 1976년 10월 14~16일에 소유스 23호의 사령관으로 비행했으며, 1987년 5월 14일에 퇴역했다. 결혼하여 두 자녀를 두었다. 주도프는 2024년 6월 12일 82세의 나이로 사망했다.

## 수상
- 소비에트 연방영웅